# Filmax
La Filmax International è una società di produzione e distribuzione cinematografica spagnola, con sede a Barcellona.
La società è uno dei distributori cinematografici e televisivi più importanti della Spagna. Ha prodotto i primi tre capitoli di
Rec, saga cinematografica horror spagnola; e ha stipulato accordi di distribuzione con Paramount, Lauren Films, Lakeshore, Summit, Fintage Casa, Nulmage e Freeway.

## Storia
L'azienda è nata nel 1951, creata da Alfredo Talarewitz, e nel 1953 ha iniziato a lavorare come distributore per i film di Hollywood. Dal 1955 in poi, l'azienda ha collaborato con il produttore spagnolo Balcázar Producciones Cinematográficas. La Filmax è stata poi acquisita da Julio Fernández nel 1987.